# Гола (народ)
Гола, гула — народ в Либерии (между реками Сент-Пол и Мано) и в прилегающих районах Сьерра-Леоне. Численность 160 тыс. человек, из них в Либерии 150 тыс. человек.

## Общие сведения
Разделяются на группы: гобла, денг, конгбаа, сене, теге и др. Близки к менде. Говорят на языке гола западно-атлантической группы нигеро-кордофанской семьи. Большинство гола придерживается традиционных верований. Гола населяют часть леса Центральной Западной Атлантической области (Warren 1962: 505).

## Культура и быт
Основное занятие — ручное подсечно-огневое земледелие (рис, арахис, маниок, кукуруза, батат, ямс); выращивают бананы и масличную пальму, разводят крупный и мелкий рогатый скот. Развита резьба по дереву (посуда, гребни, украшения, статуэтки). Важную роль играют тайные союзы (мужской союз Поро и др.). У людей народа гола могут быть духовные компаньоны, которые называются neme (Vogel 1973: 26).

### Традиционно-политическая организация
Гола традиционно объединяются в маленькие вождества на северо-западе Либерии (Warren 1962: 12).
Живут в крупных деревнях, имеют небольшие сезонные поселения и стойбища. Преобладает круглое жилище с высокой конической крышей из пальмовых листьев и соломы; встречаются прямоугольные дома с плетёными стенами, обмазанными глиной.

### Одежда
Традиционная одежда — кусок ткани, обёрнутый вокруг бёдер.

### Питание
Пища — в основном каши из риса, кукурузы, фонио, бананы, овощи, рыба.

### Религия
Традиционные верования — культ сил природы, предков. Развит музыкальный фольклор, в том числе танцевальный.

## Известные представители народа гола
- Тейлор, Чарльз (по матери)[1] — президент Либерии (1997—2003).
- Джонсон-Серлиф, Элен — президент Либерии (2006—2018).